# Непобеждённые (роман)
«Непобеждённые» (англ. The Unvanquished) — роман (в ряде источников повесть) американского писателя Уильяма Фолкнера, впервые опубликованный в 1938 году, часть «Саги Йокнапатофы». Представляет собой цикл рассказов, переработанный в единое произведение. Стал одной из самых популярных книг Фолкнера.

## Сюжет
Герои «Непобеждённых» — члены плантаторской семьи Сарторисов, истории которой был посвящён роман Фолкнера «Сарторис». Действие происходит во время гражданской войны и Реконструкции Юга, повествование ведётся от лица Баярда Сарториса, которому в начале романа 12 лет, а в конце — 24. Этот герой проходит через множество испытаний и доказывает свою стойкость. Баярд Сарторис и его отец, полковник Джон Сарторис, действуют или как минимум упоминаются в большинстве произведений «Саги Йокнапатофы».

## Создание и оценки
Фолкнер объединил в рамках одного романа шесть рассказов, написанных летом-осенью 1934 года для семейного журнала The Saturday Evening Post и опубликованных в течение последующих двух лет:
- «Засада» (29 сентября 1934);
- «Отход» (13 октября 1934);
- «Рейд» (3 ноября 1934);
- «Непобеждённые» (14 ноября 1936; соответствующая глава романа получила название «Удар из-под руки»);
- «Вандея» (5 декабря 1936);
- «Сраженье на усадьбе» (апрель 1935)[4].

Сюжетно все эти рассказы были связаны с публиковавшимися начиная с 1929 года романами Фолкнера о Йокнапатофе, но предназначались массовой аудитории, а потому отличались прозрачностью стиля (в целом для Фолкнера нехарактерной), комизмом ситуаций, упрощённой трактовкой исторических событий. Автор считал, что, работая над ними, отступил от своих основных художественных принципов. В конце 1936 года он решил создать на основе рассказов единую книгу, заручился согласием издателя и взялся за работу. Рассказы были в значительной степени переписаны: Фолкнер усложнил стиль, сделал атмосферу более мрачной, углубил психологические характеристики, привнёс иронию по отношению к «южному мифу», усилил взаимосвязи отдельных составляющих. Летом 1937 года он написал седьмую главу, «Запах вербены», которая придала роману идейную и сюжетную завершённость.
«Непобеждённые» были опубликованы в феврале 1938 года. Они имели коммерческий успех и в целом стали одной из наиболее популярных книг Фолкнера.